# هاري بولاند
هاري بولاند (بالإنجليزية: Harry Boland)‏ هو نقابي أسترالي، ولد في 21 أكتوبر 1891، وتوفي في 25 يوليو 1956.